# Kelasuri (Machara)
Kelasuri (en georgiano: კელასური) o Kalashuir (en abjasio: Кьалашәыр, romanizado: Kalashuir) es una aldea que pertenece a la parcialmente reconocida República de Abjasia, parte del distrito de Gulripshi, aunque de iure pertenece al municipio de Gulripshi de la República Autónoma de Abjasia de Georgia.

## Toponimia
Hasta 1948 la aldea se llamó Poltavo-Kelasuri (en georgiano: პოლტავო-კელასური).

## Geografía
Kelasuri se encuentra en la llanura del mar Negro, en el valle del río Kelasuri. La aldea está a 3 km de Gulripshi y se administra desde el pueblo de Machara.

## Demografía
La evolución demográfica de Kelasuri entre 1959 y 1989 fue la siguiente:
| 918                                                 | 1106 |
| (Fuente: Population of Abkhazia since Soviet times) |      |

Antes de la guerra de Abjasia, la mayoría de la población local eran georgianos y armenios.